# Tạ Ký
Tạ Ký (1928-1979) là nhà thơ của Việt Nam Cộng hòa, kiêm giáo viên Trường Trung học Petrus Ký, Sài Gòn. Tập thơ Sầu ở lại của ông đã đoạt giải nhất bộ môn Thơ của giải Văn học Nghệ thuật năm 1970 do Tổng thống Việt Nam Cộng hòa trao.

## Tiểu sử
Ông sinh ra tại làng Trung Phước, Quế Sơn, Quảng Nam, nay thuộc thị trấn Trung Phước, huyện Nông Sơn, cùng tỉnh. Cùng làng với Tạ Ký có hai nhà thơ nữa là Tường Linh và Bùi Giáng, trong đó Tường Linh là tri kỷ của ông.
Đầu thập niên 1940, ông học tiểu học ở trường Bình Sơn, Quảng Ngãi, trọ học tại nhà hiệu trưởng trường này. Ông bắt đầu sưu tầm thơ của Đoàn Văn Cừ, Nguyễn Bính, và cũng bắt đầu làm thơ từ thời này. Từ năm 1945, ông tham gia chiến đấu chống lại thực dân Pháp ở chiến khu 5 (gồm các tỉnh Quảng Nam, Quảng Ngải, Bình Định và Phú Yên). Bảy năm sau vào tháng 6 năm 1952, ông bỏ khu chiến, đi chung chuyến với nhạc sĩ Lê Trọng Nguyễn đến vùng Gò Nổi thuộc Điện Bàn, Quảng Nam. Ông khai sụt tuổi đi bảy năm để đi học trở lại ở trường Quốc Học Ông tốt nghiệp Tú tài II vào năm 1956. 
Lên đại học, ông ghi danh Trường Đại học Luật khoa Sài Gòn và Trường Đại học Văn khoa Sài Gòn. Từ 1957 khi còn là sinh viên, ông có tham gia dạy môn văn ở Trường Trung học Petrus Ký. Giữa thập niên 1950, ông được biết đến khi thơ được đăng trên các tờ Đời Mới, Văn Nghệ Tiền Phong,... Năm 1960, ông xong cử nhân văn khoa, được một số trường trung học tư thục khác ở Sài Gòn mời giảng dạy.
Năm 1962, ông nhập ngũ khoá 14 Sĩ quan Trừ bị ở Liên trường Võ khoa Thủ Đức, về sau tốt nghiệp với cấp bậc Chuẩn úy và được bổ về làm giảng viên môn văn hóa ở Trường Võ bị Quốc gia Đà Lạt. Tại đây ông cũng giảng dạy tại một vài trường tư thục khác. Người vợ sau này là một nữ sinh ở Đà Lạt. Năm 1966, ông giải ngũ về lại trường Pétrus Ký, nhưng đến sự kiện Tết Mậu Thân năm 1968 thì lại bị gọi tái ngũ, nhưng đến cuối năm này ông lại được biệt phái Bộ Giáo dục và quay về trường cũ.
Sau sự kiện 30 tháng 4 năm 1975, ông bị bắt đi học tập cải tạo với tội danh "giáo chức biệt phái" trong hai năm tại trại Long Giao, trong khu căn cứ cũ của Sư đoàn 18 Bộ binh Quân lực Việt Nam Cộng hòa tại tỉnh Đồng Nai. Trong tù ông vẫn không ngừng sáng tác thơ nhưng hầu như không còn lưu lại.
Tháng 9 năm 1978, sau khi vợ con bỏ ông đi vượt biên trước, ông bèn bán hết đồ đạc còn lại rồi lần về Tây Nam Bộ, trú ở huyện Chợ Mới, tỉnh An Giang trong nhà một người đồng hương, rồi tiếp tục bị bắt giam chỉ ba tháng sau đó vào ngày 25 tháng 12 năm 1978 vì tội cư trú bất hợp pháp, không có hộ khẩu. Ngày 19 tháng 3 năm 1979, sau vài tháng căn bệnh gan tái phát, ông được cho ra khỏi nhà tù nhưng qua đời trên đường đi, được chôn ở cạnh một gốc cây. Sau này, nhà thơ Đinh Trầm Ca tìm ra phần mộ chôn ở Chợ Mới; đến ngày 5 tháng 4 năm 2001 thì thân hữu và gia quyến dời cốt về nghĩa trang Gò Dưa, Thủ Đức, Thành phố Hồ Chí Minh, an táng cạnh mộ phần thi sĩ Bùi Giáng.

## Sự nghiệp sáng tác
Tương tự nhà thơ đồng hương Tường Linh, nhà thơ Tạ Ký cũng dành tình yêu sâu nặng cho quê hương Trung Phước, đất Quế Sơn hay đất Quảng Nam bằng việc đưa vào thơ các địa danh thân quen, các cảnh trí thôn dã hay hình ảnh thân yêu về cha mẹ, về người em láng giềng, như trong các bài "Bức thư đầu xuân", "Gánh gạo qua đèo", "Thư gửi mẹ", "Trung Phước ơi",...
Ông đồng cảm với cuộc đời của các nhân vật trong Truyện Kiều qua nhiều bài thơ như "Đoạn trường gợi lại", "Thúy Vân", "Từ Hải", "Thì trang tình sử",...
Trong số các nhà thơ thời kỳ này, ông là người viết nhiều thơ tặng bạn, như một truyền thống phương Đông từ thời thơ Đường, như các bài "Dâng", "Ngõ lạc" tặng Cao Thế Dung; "Viết trang tình sử" tặng Thế Viên; "Anh cho em mùa xuân" tặng Phạm Công Thiện; "Dáng xưa" tặng Bùi Giáng; "Đếm sao" tặng Cam Duy Lễ; "Bài thơ cuối mùa" tặng Huy Trâm; "Buồn như", "Em chỉ trả lời" tặng Tôn Thất Trung Nghĩa; "Thư gửi mẹ" tặng Tạ Hồng Nguyện, "Giao thừa giữa phố" tặng Hoài Khanh; "Thế hệ bốn lăm" tặng Nguyễn Liệu; "Lại một bài thơ tâm tình" tặng Lê Sử; "Hẹn một ngày mai" tặng Phổ Đức; "Xuân về thương nhớ với ai đây?" tặng Trương Đình Ngữ,...
Ông có các tập thơ là Sầu ở lại (1970) và Cô đơn còn mãi (1973), riêng một tập thơ khác là Giòng mắt em xanh được kiểm duyệt năm 1961 nhưng không thấy xuất bản. Tập Sầu ở lại tựa như một tiên cảm về cuộc đời, về một tương lai gập ghềnh, buồn thương, cay đắng. Tập thơ có lời tựa là câu thơ của Huy Cận: "Tình đi mau, sầu ở lại lâu dài". Ngày 19 tháng 1 năm 1971, trong buổi trao giải Văn học Nghệ thuật năm 1970 diễn ra ở dinh Độc Lập, tập thơ Sầu ở lại của ông đoạt giải nhất bộ môn Thơ.
Năm 1961, Tạ Ký có quyển sách giáo khoa Việt Nam thi văn trích giảng (Văn học cận đại: 1765-1921), được NXB Khoa Học ấn hành. Năm 1974, ông đồng biên soạn sách Quốc văn lớp 12 với các thầy khác tại trường Pétrus Ký, được NXB Trí Đăng ấn hành.
Bài thơ "Buồn như" tặng Tôn Thất Trung Nghĩa, sau năm 1975 được nhạc sĩ Y Vân lấy ý để sáng tác nhạc phẩm "Buồn". 